# Pyrocephalus
Pyrocephalus es un género de ave paseriformes de la familia Tyrannidae que agrupa a cuatro especies nativas de la América tropical (Neotrópico), cuyas áreas de distribución y hábitats se encuentran entre sur de Estados Unidos, por América Central y del Sur hasta el centro de Argentina, incluyendo las islas Galápagos. Se denominan comúnmente mosqueros cardenales. Todos sus integrantes poseen marcado dimorfismo sexual, destacando el color rojo vivo del plumaje de los machos, en contraste con el modesto gris-ocráceo y blancuzco del de las hembras. 

## Nombres comunes
Se le denominan churrinche (en Argentina, Paraguay y Uruguay), saca-tu-real (en Chile), titiribí pechirrojo (en Colombia), mosquerito rojo (en Honduras), mosquero cardenal (en México), mosqueta sangre de toro o cazamoscas rojo (en Nicaragua); y también atrapamoscas sangretoro (en Venezuela), putía,  turtupilín, petirrojo o mosquero bermellón (en Perú), aventurilla o pájaro del amor (en México), papamoscas bermellón (en México) o atrapamoscas pechirrojo (en Colombia). “El zorro” (en México)

## Descripción
Miden entre 13 y 14 cm de longitud y pesan aproximadamente 14 g. El macho tiene copete rojo carmesí brillante, antifaz negro, garganta roja, abdomen y pecho rojo, dorso gris, alas negras, cola negra y pico negro. La hembra y los ejemplares jóvenes son de un color gris ceniza con pintas blancas por todo el cuerpo excepto por la parte del abdomen que es de un color anaranjado, también poseen el pico de color negro.

## Distribución y hábitat

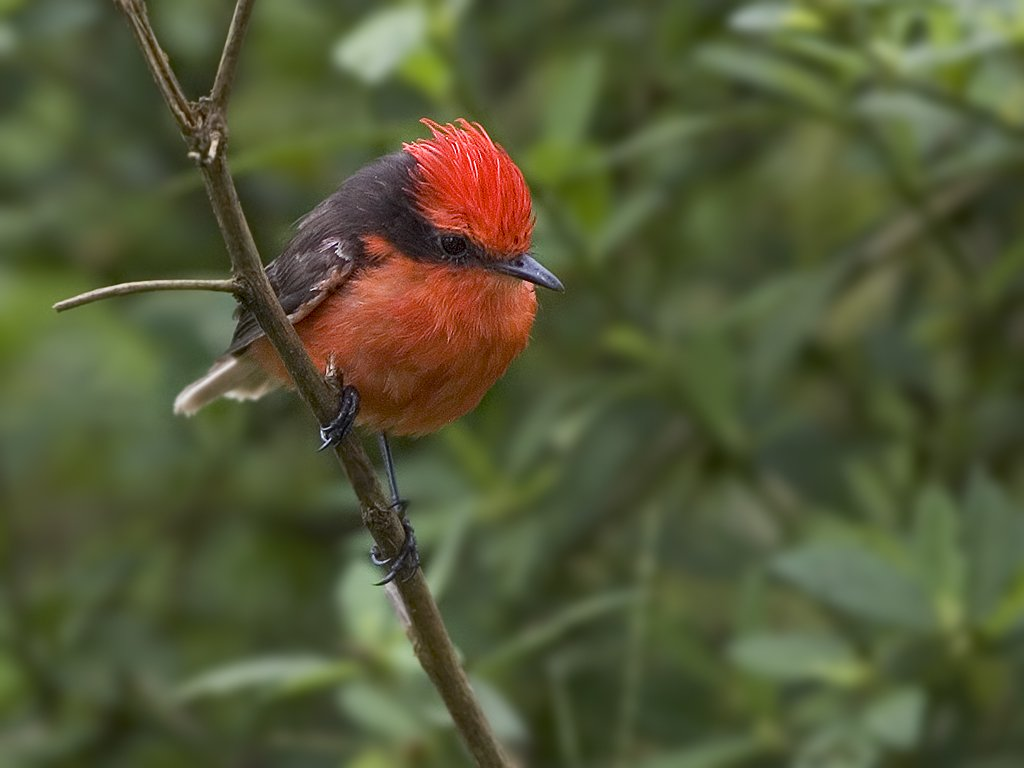
Ejemplar macho de mosquero de las Galápagos (Pyrocephalus nanus), endémico de las islas Galápagos.

Se encuentran en Estados Unidos, México, Guatemala, Belice, Honduras, Nicaragua, Colombia, Ecuador, Aruba, Venezuela, Guyana, Perú, Bolivia, Brasil, Paraguay, Uruguay, Chile y Argentina. Registrado como vagante en Panamá.
Ampliamente diseminados, conspicuos y a menudo comunes en áreas semiabiertas con arbustos y árboles dispersos, regularmente alrededor de viviendas y edificios rurales. Habitan hasta altitudes de 3000 m s. n. m.

## Comportamiento

### Alimentación
Se alimentan especialmente de insectos que cazan generalmente en vuelo.

### Reproducción
Se reproducen en primavera en los extremos sur y norte de su rango, al volver de su migración. Construyen un nido con forma de tazón que lo fabrican con telarañas, pastos, tallos, etc. Allí la hembra coloca tres a cinco huevos grisáceos con pintas marrones. Los pichones nacen alrededor de los 14 o 15 días de incubación, nacen con el mismo color de la hembra excepto con el abdomen anaranjado.
Durante el período reproductivo los machos adquieren coloración roja brillante y después de la reproducción parte de sus plumas se hacen castañas u opacas, características de descanso sexual.

### Vocalización
Los machos reproductores ejecutan una demostración espectacular en las cuales remontan en el aire y se ciernen, mientras repiten una frase musical «pi-d'd'd'riít». Estas demostraciones ocurren tanto antes del amanecer como durante el día. Los migrantes australes son silenciosos o casi.

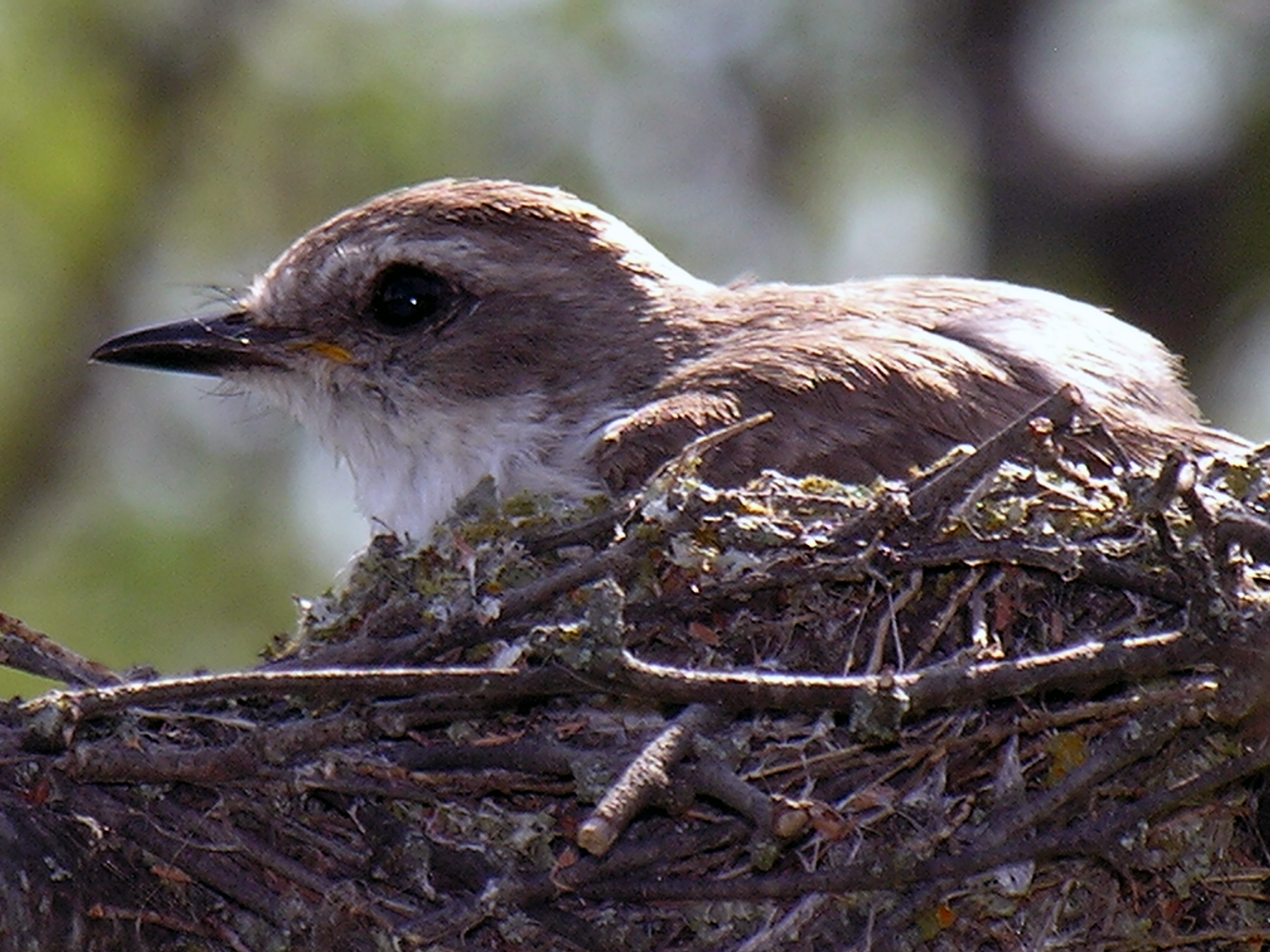
Pyrocephalus obscurus hembra, en su nido, en Del Río, estado de Texas, Estados Unidos.

## Migraciones
Las especies que viven en latitudes medias durante la primavera y el verano, migran a latitudes menores en otoño e invierno. Es residente común en gran parte de Colombia. En la provincia de Buenos Aires llegan a principios de septiembre, después de la reproducción, migran al norte en invierno, y llegan al sureste de Colombia y a Venezuela. En Brasil se les puede ver en el Pantanal en junio y en el sur durante el verano.

## Sistemática

### Descripción original
El género Pyrocephalus fue descrito por el zoólogo británico John Gould en 1839, para incluir a la especie Muscicapa rubinus, la que había sido descrita por el naturalista neerlandés Pieter Boddaert en 1783.

### Etimología
El nombre masculino Pyrocephalus proviene del griego «puros»: fuego y «kephalos»: cabeza; significando «cabeza de fuego».

### Taxonomía
Los amplios estudios genético-moleculares realizados por Tello et al. (2009) descubrieron una cantidad de relaciones novedosas dentro de la familia Tyrannidae que todavía no están reflejadas en la mayoría de las clasificaciones. Siguiendo estos estudios, Ohlson et al. (2013) propusieron dividir Tyrannidae en cinco familias. Según el ordenamiento propuesto, Pyrocephalus permanece en Tyrannidae, en una subfamilia Fluvicolinae Swainson, 1832-33, en una tribu Fluvicolini Swainson, 1832-33 , junto a parte de Myiophobus, Ochthoeca, Sublegatus, Colorhamphus, Fluvicola, Arundinicola, Gubernetes, Alectrurus y provisoriamente, Muscipipra.

### Especies
El género Pyrocephalus se compone de cuatro especies, según el Congreso Ornitológico Internacional (IOC), y las clasificaciones de «Aves del Mundo» (HBW) y BirdLife International (BLI) con base en diferencias morfológicas y con soporte de estudios genéticos de Carmi et al. (2016).
- Pyrocephalus dubius †[24] Gould, 1839 mosquero de San Cristóbal. Era endémico de la isla de San Cristóbal, en el archipiélago de las Galápagos;
- Pyrocephalus nanus Gould, 1839 mosquero de Galápagos Endémica de las islas Galápagos;
- Pyrocephalus rubinus (Boddaert, 1783) churrinche. Nidifica en el Cono Sur sudamericano, migrando al centro del subcontinente en invierno;
- Pyrocephalus obscurus Gould, 1839 mosquero cardenal. Se distribuye, con varias subespecies, desde Estados Unidos hasta el extremo norte de Chile.
  - Pyrocephalus rubinus mexicanus  P.L. Sclater, 1859 - sur y centro de USA y centro y sur de México,
  - Pyrocephalus obscurus blatteus Bangs, 1911 - sudeste de México, Belice y norte de Guatemala.
  - Pyrocephalus obscurus pinicola Howell, TR, 1965 - este de Honduras (Costa de Mosquitos) y noreste de Nicaragua.
  - Pyrocephalus obscurus saturatus Berlepsch & Hartert, 1902 - nordeste de Colombia, Venezuela, Guyana y norte de Brasil.
  - Pyrocephalus obscurus piurae Zimmer, 1941 - oeste de Colombia, oeste de Ecuador y noroeste de Perú.
  - Pyrocephalus obscurus ardens Zimmer, 1941 -  norte del Perú (extremo este de Piura, Cajamarca, Amazonas).
  - Pyrocephalus obscurus obscurus Gould, 1839 - región de Lima (oeste de Perú).
  - Pyrocephalus obscurus cocachacrae Zimmer, 1941 - suroeste de Perú hasta el norte de Chile.
  - Pyrocephalus obscurus major Pelzeln, 1868 - sureste de Perú.
  - Pyrocephalus obscurus flammeus van Rossem, 1934 - nidifica en el suroeste de EUA (sureste de California hacia el este hasta Oklahoma y Texas); hacia el sur hasta el noroeste de México; las poblaciones norteñas invernan en el sur de la zona de reproducción y hacia el sur hasta América Central.